# New York Jets Ring of Honor
Auf dem New York Jets Ring of Honor ehren die New York Jets aus der National Football League (NFL) Spieler, Trainer und Offizielle, die sich um die Mannschaft besonders verdient gemacht haben.

## Geschichte
Der Ring of Honor wurde am 20. Juli 2010 ins Leben gerufen. Die aufgenommenen Personen werden auf einem Band im Innern des Meadowlands Stadium, der Spielstätte der Jets, geehrt. Ein Ehrenbanner befindet sich auch im Trainingszentrum der Mannschaft. Die ersten aufgenommenen Personen wurden anlässlich eines NFL-Spieles am 16. August 2010 im Stadion geehrt. Jährlich werden einem Wahlgremium Vorschläge über weitere Aufnahmekandidaten unterbreitet. Die Anzahl der Personen, die pro Jahr aufgenommen werden können, ist nicht begrenzt. Das Wahlgremium setzt sich aus Offiziellen der Jets zusammen. 
Die Jets haben bislang nicht alle ihre Spieler, die in die Pro Football Hall of Fame aufgenommen wurden, in den Kreis der Geehrten aufgenommen.

## Mitglieder
| Name                  | Position         | Nr. | Jahre aktiv         | Meisterschaften | Wahljahr | Mitglied in der Pro Football Hall of Fame |
| --------------------- | ---------------- | --- | ------------------- | --------------- | -------- | ----------------------------------------- |
| Weeb Ewbank           | Trainer          | -   | 1963–1973           | Super Bowl III  | 2010     | ja                                        |
| Mark Gastineau        | Defensive End    | 99  | 1979–1988           | keine           | 2012     | nein                                      |
| Larry Grantham        | Linebacker       | 60  | 1960–1972           | Super Bowl III  | 2011     | nein                                      |
| Winston Hill          | Offensive Tackle | 75  | 1963–1976           | Super Bowl III  | 2010     | nein                                      |
| Joe Klecko            | Defensive Line   | 73  | 1977–1987           | keine           | 2010     | ja                                        |
| Curtis Martin         | Runningback      | 28  | 1998–2006           | keine           | 2010     | ja                                        |
| Don Maynard           | Wide Receiver    | 13  | 1960–1972           | Super Bowl III  | 2010     | ja                                        |
| Joe Namath            | Quarterback      | 12  | 1965–1976           | Super Bowl III  | 2010     | ja                                        |
| Freeman McNeil        | Runningback      | 24  | 1981–1992           | keine           | 2011     | nein                                      |
| Gerry Philbin         | Defensive End    | 81  | 1964–1972           | Super Bowl III  | 2012     | nein                                      |
| Al Toon               | Wide Receiver    | 88  | 1985–1992           | keine           | 2011     | nein                                      |
| Wesley Walker         | Wide Receiver    | 85  | 1977–1989           | keine           | 2012     | nein                                      |
| Marty Lyons           | Defensive Tackle | 93  | 1979–1989           | keine           | 2013     | nein                                      |
| Wayne Chrebet         | Wide Receiver    | 80  | 1995–2005           | keine           | 2014     | nein                                      |
| Leon Hess             | Besitzer         | -   | 1968–1999           | Super Bowl III  | 2014     | nein                                      |
| Emerson Boozer        | Runningback      | 32  | 1966–1975           | Super Bowl III  | 2015     | nein                                      |
| Matt Snell            | Runningback      | 41  | 1964–1972           | Super Bowl III  | 2015     | nein                                      |
| Kevin Mawae           | Center           | 68  | 1998–2005           | keine           | 2017     | ja                                        |
| Darrelle Revis        | Cornerback       | 24  | 2007–2012 2015–2016 | keine           | 2022     | ja                                        |
| Nick Mangold          | Center           | 74  | 2006–2016           | keine           | 2022     | nein                                      |
| D’Brickashaw Ferguson | Tackle           | 60  | 2006–2015           | keine           | 2022     | nein                                      |